# Pseudolagosuchus

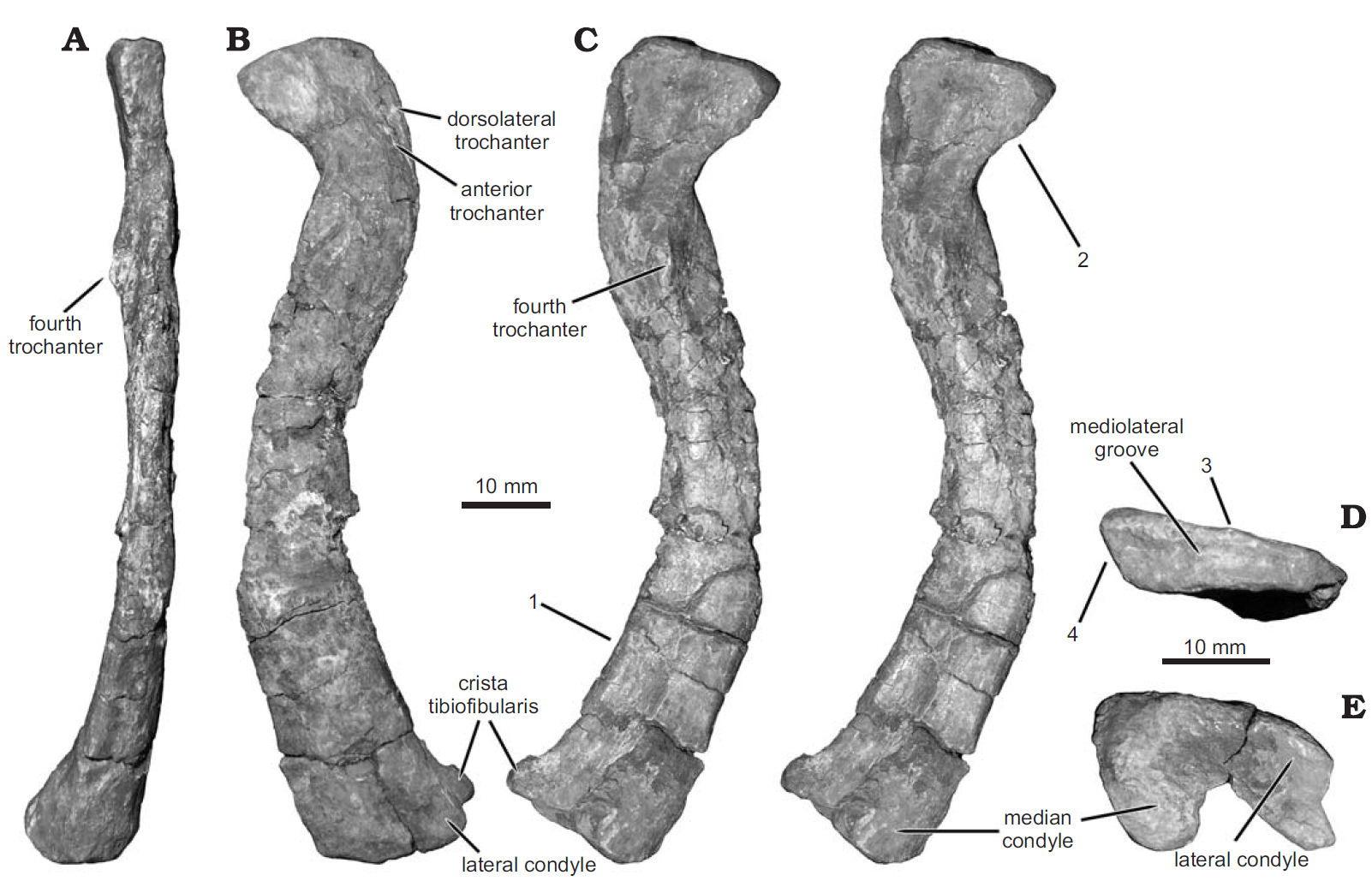
Fósseis de Pseudolagosuchus

O Pseudolagosuchus ("Falso Lagosuchus") é um gênero de dinossauromorfo argentino que viveu no Triássico médio (242-235 MYA). Ele se assemelha muito ao Lewisuchus, provavelmente sendo da mesma espécie. Provavelmente tinha 1,3 m de comprimento (4,3 pés) e um peso de uma galinha.
1. ↑  Holtz, Thomas (13 de janeiro de 2012). [https:/www.geol.umd.edu/~tholtz/dinoapwhile/HoltzapenchaWinter2011.pdf «Thomas Holtz (PDF)»] Verifique valor |url= (ajuda) (PDF)